# Airitech
En la mitología irlandesa, un airitech era una criatura misteriosa, cuyas tres hijas eran criaturas similares a los hombre lobo. Fue asesinado por el héroe Cas Corach.